# Герб Ипатовского городского округа
Герб Ипа́товского городского округа Ставропольского края Российской Федерации — опознавательно-правовой знак, составленный и употребляемый в соответствии с правилами геральдики, служащий официальным символом муниципального образования и отражающий исторические, культурные, социально-экономические, национальные и иные местные традиции.
Первоначально данный герб был утверждён решением совета Ипатовского муниципального района от 24 марта 2015 № 10 как герб Ипатовского муниципального района Ставропольского края и внесён в Государственный геральдический регистр Российской Федерации с присвоением регистрационного номера 10383.
Решением Думы Ипатовского городского округа от 27 марта 2018 года № 38 данный герб был установлен в качестве официального символа Ипатовского городского округа Ставропольского края.

## Описание и обоснование символики
Геральдическое описание герба муниципального образования гласит:

В рассечённом червлёно-лазоревом поле золотой сноп, продетый сквозь золотую с лазоревыми обручами бочку, обременённую лазоревой каплей, обременённой серебряным Овном.— Статья 3 «Положения о гербе Ипатовского городского округа Ставропольского края»
Содержательная идея и символика герба выражают стремление местного населения и органов местного самоуправления к единению и процветанию. Сноп (символ урожая) указывает на аграрную направленность экономики округа и подчёркивает единство находящихся в его составе территорий, число которых соотносится с числом собранных в снопе пшеничных колосьев. Бочка (символ бездонности, удачи) отражает безграничность творческого созидательного потенциала жителей округа. Кроме того, изображение винной бочки напоминает о том, что первоначально Ипатовский район, которому соответствует одноимённый округ, назывался Винодельненским (Виноделенским) и сообщает гербу полугласность, усиливаемую помещённым поверх бочки изображением слезы (капли) — символа чистоты, духовного просветления, благословения, воскресения и скорби по погибшим. Овен (баран) указывает на развитое в округе животноводство, а также символизирует мужество, постоянство, долгожительство, богатство, твёрдость, непобедимость, крепость и бесстрашие.
- Золото символизирует солнце, божественную силу, бессмертие, Бога, огонь, сияние, славу, выносливость, мужской принцип и богатство. Золотой цвет также является символом всех солнечных богов, богов злаков и богов созревания урожая.
- Серебро символизирует прозрение, чистоту, невинность, непорочность, святость.
- Лазурь символизирует истину, интеллект, откровение, мудрость, верность, чистые побуждения, безупречную репутацию, благоразумие, благочестие, мир, созерцание, небо и воду.
- Червлень символизирует героизм, любовь, мужество, смелость, великодушие, воинственность, праздник, энергию, здоровье, силу, упорство, веру, плодородие и великомученичество[3].

## История
С 1 января 2005 года 26 районов Ставропольского края, получив статус муниципальных образований, обрели право и на собственную официальную символику, процесс разработки и применения которой в дальнейшем регулировался геральдической комиссией при губернаторе Ставропольского края. При этом до 2013 года, когда подавляющее большинство муниципальных районов в регионе уже имело утверждённые гербы и флаги, Ипатовский, а также Кочубеевский и Минераловодский районы разработку своих официальных символов не вели и в решении данного вопроса, как выразился в интервью газете «Ставропольская правда» секретарь геральдической комиссии Николай Анатольевич Охонько, «никакой инициативы не проявили».
С 1985 года районом использовалась эмблема, имевшая сходство с получившим распространение в том же году гербовидным знаком (эмблемой) города Ипатово. Знак представлял собой разделённый на две части геральдический щит, по бокам которого были изображены «снопы хлебных колосьев, а в центре — баранья голова в обрамлении круглой шестерни».
В августе 2013 года депутаты Совета Ипатовского муниципального района приняли решение учредить специальную комиссию, которой была поручена организация разработки официальной символики муниципального образования. В состав комиссии вошли глава района (председатель комиссии) со своими заместителями, а также представители районной администрации и Совета района. В ходе работы над созданием районной символики, проходившей при участии Союза геральдистов России, членами комиссии было предложено взять за основу будущего герба эмблему района 1985 года. Общая концепция разрабатываемого герба опиралась на «знаменитый „ипатовский метод уборки урожая“, зерновое производство, тонкорунное овцеводство и промышленность».

## Современный герб
18 марта 2015 года на заседании геральдической комиссии при губернаторе Ставропольского края был представлен окончательный вариант герба Ипатовского муниципального района, разработанный художником-геральдистом Игорем Леонидовичем Проститовым по заказу районной администрации и в соответствии с многочисленными пожеланиями депутатов районного Совета. Содержание нового герба было основано на историческом названии района. При разработке проекта художником также было учтено, что территория Ипатовского района «позиционируется как район хлеба и золотого руна».
В ходе рассмотрения проекта символики Ипатовского района члены геральдической комиссии высказали ряд критических замечаний («герб перегружен символами»; «цвет капли не очень ассоциируется с образом воды и жидкости»; не дано обоснование связи «тинктур гербового щита с историей и особенностями района» и т. д.), но в итоге пришли к единому мнению, что герб и описание к нему отвечают геральдическим правилам. Секретарь комиссии Н. А. Охонько отдельно отметил мастерство художника Проститова, которому удалось не только «виртуозно стилизовать» отражённые в гербе символы, но и «привести весь герб в соответствие правилам геральдики». Представленный эскиз герба был одобрен комиссией и рекомендован для рассмотрения на заседании районного Совета.
24 марта 2015 года депутаты Совета Ипатовского муниципального района утвердили официальные символы муниципального образования, и 7 апреля 2015 года соответствующее решение было опубликовано в газете «Ипатовский информационный вестник». Принятая Советом символика была направлена на рассмотрение в Геральдический совет при Президенте Российской Федерации.
15 сентября 2015 года на заседании геральдической комиссии, проходившем в Ставропольском государственном музее-заповеднике имени Г. Н. Прозрителева и Г. К. Праве, главе администрации Ипатовского муниципального района Сергею Борисовичу Савченко были вручены свидетельства о регистрации символики муниципального образования в Государственном геральдическом регистре Российской Федерации (герб — под номером 10383, флаг — под номером 10384). Аналогичные свидетельства также получили присутствовавшие на заседании представители Апанасенковского и Изобильненского районов Ставропольского края. Церемония вручения, проходившая накануне празднования Дня Ставропольского края, стала своего рода историческим событием, так как «на этом завершилась разработка гербов и флагов для всех 26 районов края».
С 1 мая 2017 года, на основании Закона Ставропольского края от 29 апреля 2016 года № 48-кз, все муниципальные образования Ипатовского муниципального района были преобразованы, путём их объединения, в Ипатовский городской округ.
Решением Думы Ипатовского городского округа Ставропольского края от 27 марта 2018 года № 38 герб и флаг Ипатовского муниципального района были признаны официальными символами округа, а решение Совета Ипатовского муниципального района Ставропольского края от 24 марта 2015 года № 10 — утратившим силу. При этом в положения о гербе и флаге были внесены некоторые поправки, связанные с изменением статуса муниципального образования. Например, в обосновании символики шестнадцать колосьев снопа обозначали уже не «количество сельских поселений района», а «количество территорий входящих в состав округа». Графические изображения официальных символов остались без изменений.